# José Enrique Sánchez Díaz
José Enrique Sánchez Díaz (València, 23 de gener de 1986) és un futbolista valencià, que ocupa la posició de lateral esquerre. Ha estat internacional amb les seleccions espanyoles sub-20 i sub-21.

## Trajectòria
Començà la seua carrera al filial del Llevant UE abans d'entrar a l'altre gran equip de la ciutat, el València CF. El club merengot el cedeix al Celta de Vigo, i quan acaba la seua temporada a Galícia, és fitxat pel Vila-real CF, on disputa 23 partits de la campanya 06/07.
El 6 d'agost de 2007 es confirma el seu fitxatge pel Newcastle United FC per un cost entorn dels 3,6 milions de lliures. Eixe any, les seues actuacions al club de la Premier League són esporàdiques. El descens el 2009 a la segona categoria anglesa, el valencià s'ha consolidat a la titularitat dl'equip de Newcastle.